# Beta-čestica
Beta-čestica ili β-čestica je brzi elektron ili pozitron koji nastaje pri raspadu atomskih jezgri nekih radioaktivnih elemenata (takozvani beta-raspad). Beta-čestice su vrsta ionizirajućeg zračenja, koje ima dovoljno energije da u međudjelovanju s kemijskom tvari ionizira tu tvar. U međudjelovanju s kemijskom tvari dolazi do izmjene energije i izmjene strukture ozračene tvari. Takve posljedice mogu biti korisne, ali i vrlo štetne.
Beta-čestica je brzi elektron emitiran u beta-minus radioaktivnom raspadu ili brzi pozitron emitiran u beta-plus radioaktivnom raspadu. Njezina je masa jednaka masi elektrona, električni naboj može biti pozitivan ili negativan. Izbacivanjem beta-čestica iz atomske jezgre maseni broj atoma ne mijenja se, a atomski broj promijeni se za jedan. U beta-minus raspadu atomski broj poveća se za jedan, a u beta-plus raspadu atomski broj smanji se za jedan. Roj brzih beta-čestica čini beta-zračenje.

## Beta-zračenje
Beta-zračenje, beta-zrake ili β-zrake je čestično ionizirajuće zračenje koje se sastoji od roja beta-čestica, brzih elektrona ili pozitrona izbačenih iz teških atomskih jezgara. Propuštajući radioaktivno zračenje kroz tanke listiće aluminija, E. Rutherford je 1898. utvrdio da se mogu razlikovati dvije vrste zračenja uranijevih spojeva. Zračenje koje nije moglo proći kroz aluminijsku pločicu debljine 0,02 mm nazvao je alfa-zračenjem, a zračenje koje je prolazilo i kroz deblje pločice nazvao je beta-zračenjem. Otklonom beta-zračenja u električnom i magnetskom polju prepoznata su mnoga njegova svojstva (električni naboj, masa i brzina). Brzina je beta-čestica 0,5 do 0,9 brzine svjetlosti. U međudjelovanju beta-zračenja i kemijske tvari dolazi do izmjene energije i izmjene strukture ozračene tvari. Izlaganje živih organizama beta-zračenju štetno je za zdravlje.

## Povijest
Već 1900. bilo je poznato da jedan dio radioaktivnog zračenja može da skreće u magnetskom polju. E. Rutherford je na osnovu ispitivanja prolaza radioaktivnih zraka kroz tanke listiće aluminija utvrdio da kod zračenja uranijevih spojeva postoje dvije vrste zraka. Onu vrstu zraka koje ne mogu da prođu kroz aluminijsku pločicu debljine 0,02 mm nazvao je alfa-česticama, a onu vrstu koja je prolazila i kroz deblje slojeve nazvao je beta-česticama. Iste godine francuski znanstvenik P. Villard je otkrio i treću vrstu radioaktivnog zračenja, za koju se utvrdilo da ima veliku prodornu moć i da ne skreće u magnetskom polju, a nazvane su gama-česticama. Na osnovu skretanja u magnetskom polju, utvrdeno je da alfa-čestice imaju pozitivni električni naboj, a beta-čestice negativan električni naboj.
1908. su Rutherford i H. Geiger mjerenjem utvrdili da alfa-čestice imaju dvostruki električni naboj, a da im je masa jednaka četverostrukoj masi atoma vodika. Kada alfa-čestica privuče dva elektrona, ona prelazi u atom helija. Iz toga je Rutherford zaključio da su alfa-čestice ustvari ioni helija ili samo atomska jezgra helija. Za beta-čestice se utvrdilo da se u magnetskom i električnom polju ponašaju isto kao i katodne zrake ili elektroni. To znači da su beta-čestice ustvari elektroni velikih brzina, ali za razliku od elektrona u elektronskom omotaču atoma, nastaju iz atomske jezgre.

### Beta (minus) i beta (plus) raspad
Za razliku od alfa-raspada, kod beta-raspada, pri kojem atomska jezgra zrači elektron ili pozitron, ne dolazi do promjene atomske mase, već se samo atomski broj poveća ili smanji za jedan ili atomska jezgra se pretvori (transmutira) u novi kemijski element, koji je sljedeći ili prethodni redni broj u periodnom sustavu elemenata.
Osim toga, pokusi su pokazali da elektroni koji nastaju prilikom beta-raspada imaju različite brzine, od nule do određene maksimalne vrijednosti, a to znači da imaju neprekinutu ili kontinuiranu raspodjelu energije. Sličan neprekinuti spektar pokazuje i pozitron, koji nastaje kod beta (plus) raspada. Kada govorimo o beta-česticama, onda mislimo i na beta (minus) - čestice i beta (plus) – čestice.
Budući da, prema kvantnoj teoriji, atomska jezgra ima određene razine energije ili kvante energije, onda bi i beta-čestice trebale imati određenu razinu ili kvant energije, a ne neprekinuti spektar energija. Iz toga možemo zaključiti da energija beta-čestica ne nastaje zbog prelaza iz jedne energetske razine u drugu. Prema tome, beta raspad ne udovoljava zakonu o očuvanju energije, a pokusi su pokazali da i ne zadovoljava zakon o očuvanju momenta količine gibanja. Pokusi su doveli u sumnju osnovne zakone gradnje atomskog jezgra.

### Neutrino
W. Pauli je došao do zaključka da bi trebalo pretpostaviti postojanje jedne nove neutralne čestice, koja bi zajedno zračila s elektronom pri beta (minus) raspadu, čija je masa manja od mase elektrona u stanju mirovanja. Ovu česticu je Pauli nazvao neutrino, što na talijanskom jeziku znači nešto što je malo i neutralno. Prema ovoj pretpostavci izlazi da je nastala energija pri beta-raspadu raspodjeljena na elektron i neutrino, tako da bi bio zadovoljen zakonu o očuvanju energije. Pretpostavka je bila i da neutrino odnosi i spin od 1/2, tako da i ukupna vrijednost momenta količine gibanja bi bila jednaka 0 ili, čime bi bio zadovoljen i zakon o očuvanju momenta količine gibanja.
Na osnovu pretpostavki W. Paulija, E. Fermi je razradio teoriju beta raspada. Po njoj atomska jezgra ne sadrži slobodne elektrone i pozitrone, već samo protone i neutrone (nukleone). Elektroni i pozitroni koje emitira atomska jezgra, nastaju jedino kod beta-raspada, zbog pretvorbe neutrona u protone i protona u neutrone, slično kao što u atomu nema fotona, nego oni nastaju samo prilikom prelaska atoma iz jednog energetskog stanja u drugo. Mogućnost nastanka beta-čestica je uslovljeno stabilnošću atomske jezgre. Energija koja nastaje prilikom beta raspada rasporeduje se na beta-čestice i elektrone, odnosno pozitrone. Po toj teoriji postoje dvije vrste neutrina: neutrino i antineutrino.
Neutrino je otkriven tek 1956., a otkrio ga je američki fizičar Clyde Cowan, prilikom proučavanja nuklearnih reakcija u nuklearnom reaktoru. Japanski fizičar H. Jukava sa suradnicima je predvidio 1936., da atomi bogati protonima u atomskom jezgru, mogu uhvatiti elektron iz prve K-ljuske elektronskog omotača, čime bi se proton promijenio u neutron, uz istovremeno zračenje neutrina, što se naziva elektronski uhvat.

## Svojstva beta-čestica
Brzina beta-čestica je različita za radioaktivne elemente ili radionuklide, a može iznositi od 75 000 do 298 000 km/s, a to znači od 25% do 99% brzine svjetlosti. Najveća brzina je izmjerena kod beta-raspada radija-226 i iznosi 99% brzine svjetlosti. Kako se brzina nekih beta-čestica približava brzinama svjetlosti, tako im se i masa povećava prema posebnoj teoriji relativnosti. Pokusi su pokazali da masa elektrona postaje to veća, kako im se brzina povećava, ili da su mase brzih elektrona veće od njihovih masa u mirovanju. To je bio ujedno i dokaz posebne teorije relativnosti.
Energije beta-čestica daju neprekinuti ili kontinuirani spektar energija i iznose od 0,025 do 3,15 MeV. Postoji i manji dio beta-čestica koje nastaju naknadnim djelovanjem u elektronskom omotaču elektrona i one daju linijski spektar energije. Istraživanja su pokazala da beta-čestice imaju puno manju sposobnost ionizacije plinova od alfa-čestica, ali su im dometi puno veći, i do nekoliko metara (alfa-čestice imaju domet nekoliko centimetara). Beta-čestice mogu prodrijeti kroz olovni lim debljine 1 mm, ali ih aluminijski lim debljine 3 mm upija (apsorbira). Kod prolaza beta-čestica kroz neku tvar može nastati i zakočno rendgensko zračenje (njem. bremsstrahlung).

### Beta (minus) raspad ili elektronsko zračenje (β−)
Nestabilne atomske jezgre koje imaju višak neutrona mogu spontano ostvariti beta (minus) raspad, gdje se neutron raspada u proton, uz zračenje elektrona i antineutrina (elektronski antineutrino ili antičestica neutrina):
n → p + e- + νe'
Beta (minus) raspad nastaje zbog djelovanja slabe nuklearne sile. Taj postupak se obično javlja u nuklearnim reaktorima, ako u nuklearnom gorivu ima nestabilnih atomskih jezgri s viškom neutrona.

### Beta (plus) raspad ili pozitronsko zračenje (β+)
Nestabilne atomske jezgre koje imaju višak protona mogu spontano ostvariti beta (plus) raspad, gdje se proton raspada u neutron, uz zračenje pozitrona i neutrina (elektronski neutrino ili antičestica neutrina):
p → n + e+ + νe
Beta (plus) raspad se može dogoditi samo unutar atomskog jezgra, kojem je nuklearna energija vezanja novonastalog kemijskog elementa ili izotopa veća od nuklearne energije vezanja kemijskog elementa iz kojeg je radioaktivni raspad započeo.

## Beta radioaktivnost
Poznato je da energetski najpovoljnija tvorba atomskih jezgara s približno jednakim brojem protona i neutrona. Tu se odmah nameće jedno pitanje. Kad su nastajale atomske jezgre u svemiru, tada se nisu mogle čestice udruživati u jezgre samo tako da nastanu samo oni sastavi kod kojih je broj protona i neutrona jednak. Nalaze li se jedanput na hrpi protoni i neutroni, tad će zbog privlačnih sila nastati po zakonu slučaja sve moguće kombinacije između protona i neutrona u jezgri. Kombinacije s jednakim brojem protona i neutrona samo su energetski najniže, ali s istom takvom vjerojatnošću mogu nastati sve druge kombinacije između sastavnih čestica jezgri. Međutim, sve se te kombinacije ne pojavljuju u prirodi, kako to pokazuje iskustveno ustanovljena simetrija između broja protona i neutrona. Je li priroda izvršila namjerno taj izbor energetski najnižih sastava jezgri? Ili postoji još jedan nepoznati mehanizam koji se brine za to da se naposljetku ostvari stanje s najnižom energijom?
Konačan odgovor na to pitanje bio je dan otkrićem umjetne beta radioaktivnosti od I. Joliot-Curie i F. Joliot-Curie 1934. Oni su obasjavali aluminij alfa-zrakama i pri tom su opazili da bivaju emitirani protoni, neutroni i pozitroni. Kad alfa-čestica prodre u atomsku jezgru aluminija, jedan proton ili neutron može biti izbačen. Ovu posljednju reakciju možemo pisati:
{\displaystyle {}_{13}^{27}\mathrm {Al} +{}_{2}^{4}\mathrm {He} \rightarrow {}_{15}^{30}\mathrm {P} +{}_{0}^{1}\mathrm {n} }
Nastali fosforni izotop nije stabilan. Zbog Coulombove odbojne sile energetski je povoljnija izobara s atomskom težinom 30, kod koje je broj protona 14. U pokusima se opaža da je nastali fosforni izotop beta radioaktivan. Emisijom jednog pozitrona fosfor prelazi u silicij:
{\displaystyle {}_{15}^{30}\mathrm {P} \rightarrow {}_{14}^{30}\mathrm {Si} +{}_{1}^{0}\mathrm {e} }
Ista ta silicijeva jezgra može nastati direktno, da aluminijeva jezgra primi alfa-česticu, a izbaci proton.
U nekoliko godina nakon tog otkrića proizvedeno je obasjavanjem alfa-česticama, protonima i neutronima golemo mnoštvo atomskih jezgri, koje su beta-radioaktivne i emitiraju elektrone ili pozitrone. Broj umjetno proizvedenih nestabilnih jezgri znatno nadmašuje broj prirodno beta radioaktivnih jezgri.
Po zakonu o sačuvanju elektriciteta mora se pri emisiji jednog pozitrona umanjiti naboj jezgre za jedinicu, a kod emisije jednog elektrona povećati za jedinicu. To znači da poslije beta-radioaktivnog raspada imamo jedan proton više ili manje. Beta radioaktivnost neodoljivo nas sili na zaključak da se protoni i neutroni mogu uzajamno pretvarati. Pri emisiji jednog pozitrona pretvara se jedan proton u neutron, a pri emisiji jednog elektrona jedan neutron u proton.
Za tu hipotezu govori vrlo uvjerljivo položaj beta-radioaktivnih jezgri u čitavom sustavu. Beta aktivne jezgre razlikujemo po tome da li emitiraju elektrone ili pozitrone. Nestabilne jezgre iznad dijagonale emitiraju elektrone, nestabilne jezgre ispod dijagonale emitiraju pozitrone. Kod lakih jezgri iznad dijagonale prevladava broj neutrona obično za dvije jedinice nad brojem protona, i te jezgre prelaze emisijom elektrona u stabilne jezgre, kod kojih je broj neutrona jednak broju protona. Takve radioaktivne jezgre su na primjer helij s masom 6, litij s masom 8, ugljik s masom 14, fluor s masom 20 i tako dalje. Kod svih tih jezgri pretvara se jedan neutron u proton, i tako nastaje energetski niži sastav.
Pozitrone emitiraju nestabilne jezgre, kod kojih je broj protona veći od broja neutrona. Umjetno je proizvedena jezgra s nabojem 6 i masom 10. Taj laki ugljikov izotop sastoji se od 6 protona i 4 neutrona. Jezgra je beta-radioaktivna, raspada se uz emisiju pozitrona na bor. Nastali bor je stabilna jezgra, ima masu 10 i naboj 5. S prijelazom jednog protona u neutron ostvarena je simetrična tvorevina koja ima nižu energiju. Mi smo prije vidjeli da je zbog Coulombova odbijanja protona ponešto razorena simetrija u jezgri, i da se zato kao stabilnije tvorevine pojavljuju one kod kojih broj neutrona nešto preteže nad brojem protona. Prema tome jezgre s neparnim brojem sastavnih čestica imaju općenito nižu energiju ako je broj neutrona za jedan veći negoli broj protona. Zbog toga atomske jezgre kao 5B9, 8O15, 9F17 i tako dalje, emitiraju pozitrone jer prijelazom jednog protona u neutron nastaje sastav kod kojeg je broj neutrona za 1 veći od broja protona u jezgri.
U čitavom sistemu nema dvije stabilne jezgre koje imaju istu masu, ali električni naboj različit za jedinicu. Mi smo već dosad spomenuli nekoliko izobarnih jezgri. To su na primjer helij i litij s masom 6, litij i berilij s masom 8, ugljik i dušik s masom 14, fluor i neon s masom 20. Od dviju takvih izobarnih jezgri uvijek je jedna bila nestabilna. To znači da se u prirodi kod danog broja sastavnih čestica nužno događa pomak prema sastavu s najnižom energijom vezanja.
Teške radioaktivne jezgre koje su prve nađene kao prirodno radioaktivne tvari emitiraju elektrone. Emisija pozitrona zapažena je kod umjetno proizvedenih jezgara. Iz prijašnjih razmatranja o energijama spajanja teških jezgri jasno je zašto teške radioaktivne jezgre emitiraju elektrone. Za teške jezgre pokazuje se energetski povoljnijim sastav kod kojega broj neutrona znatno preteže nad brojem protona. Najteža jezgra, uranij 92U238, ima 54 neutrona više od protona. Kod olova 82Pb206 iznosi taj suvišak neutrona nad protonima svega 42. Alfa-raspadanjem putuju jezgre od uranija prema olovu, umanjujući prilikom svakog alfa-raspadanja broj neutrona i protona za dva. No prema lakšim jezgrama energetski je povoljniji manji suvišak neutrona nad protonima i alfa-raspadanjem nastale jezgre imaju previše neutrona, a da bi bile stabilne. Te jezgre moraju nužno umanjiti broj neutrona. U stvarnosti se doista opaža da veliki broj alfa-emisijom nastalih jezgri emitira elektrone. Emisijom elektrona prelazi jedan neutron u proton i time nastaje energetski niže stanje jezgre. Iz suviška neutrona na početku radioaktivnog niza, kod olova, može se izračunati broj beta-emisija, koje moraju biti ukopčane u silaz atomskih jezgri od uranija do olova. Kod alfa-raspadanja ostaje suvišak neutrona nad protonima nepromijenjen. Kod svake emisije elektrona suvišak se, naprotiv, umanjuje za 2 jer istodobno nestaje jedan neutron, a nastaje jedan proton. Budući da uranij ima 54, a olovo 42 neutrona više od protona, to između uranija i olova mora biti 6 beta-radioaktivnih jezgara, što se doista slaže s opažanjima.
Već prva opažanja beta zraka u magnetskom polju pokazala su da brzine elektrona nisu jedinstvene. Neke staze su jače svinute, neke slabije, što znači razliku u impulsima. Vrlo točno su na nizu radioaktivnih preparata izmjerili kinetičke energije elektrona Alihanov, Alihanjan i Dželepov. Oni su našli da se energije elektrona rasprostiru od vrijednosti nula do neke maksimalne vrijednosti. Maksimalna energija emitiranih beta-elektrona svojstvena je za pojedinu jezgru. Kod raspada 7N13 na 6C13 biva emitiran pozitron s maksimalnom energijom od 1,2 MeV ili 2,4 mc2. Znatno veća maksimalna energija, oko 23 mc2, opaža se kod raspada 5B12. Raspodjela elektrona na energije dana je za beta-radioaktivne elemente svojstvenom funkcijom, koju je izračunao E. Fermi na osnovu kvantne teorije. Krivulja je malo različita za pozitrone i elektrone jer na njih na izlasku djeluje jezgra odbojnim odnosno privlačnim silama.
Pojava kontinuiranog beta-spektra navela je u početku neke fizičare na misao da kod tih procesa ne vrijedi zakon o očuvanju energije. Ta pretpostavka bila je neposredno tumačenje pokusnog rezultata i bila je izrečena u vrijeme kad još nije bilo današnjeg bogatog materijala u nuklearnim procesima. Danas tu misao moramo odbaciti kao nevjerojatnu. Izuzevši beta-aktivnost, svuda se opaža stroga valjanost zakona o očuvanju energije. Poznate su tisuće različitih pretvorbi atomskih jezgri kod kojih se uvijek može učiniti ispravna bilanca energije. I samo beta-raspadanje, koliko i ruši načelo energije, toliko s druge strane pokazuje zakonitost koja se jedino može tumačiti zakonom o sačuvanju energije. Činjenica je da je za maksimalnu energiju emitiranih elektrona bilanca energije ispunjena. Kad bi zakon energije bio narušen, tada nije razumljivo zašto se ne bi pojavljivali i elektroni s većim energijama. Postojanje granice kontinuiranog spektra očito pokazuje da se ne može tako lako napustiti načelo energije.
Izlaz iz tih teškoća bila je Paulijeva hipoteza neutrina. W. Pauli je prvi naslutio da radioaktivna jezgra ne emitira samo elektron nego dvije čestice. Jedna čestica je elektron, a druga je Paulijeva hipotetička čestica neutrino. Neutrino nema električnog naboja jer je već emisijom elektrona ispravno promijenjen električni naboj jezgre. Masa neutrina je vrlo malena, ako ne nula. Kod radioaktivnog raspadanja suvišna se energija razdijeli na neutrino i elektron. Pri tom se u pojedinom činu emisije ne mora energija jednoliko raspodijeliti na neutrino i elektron. Štoviše, prema zakonu slučaja treba očekivati da će jedanput gotovo svu energiju beta-raspadanja uzeti neutrino, drugi put naprotiv elektron, treći put obje će čestice podijeliti podjednako energije. Iskustveno promatrani elektroni maksimalnih brzina odgovaraju raspadanju jezgri kod kojih neutrino nije dobio ništa energije. Odatle proizlazi, da i njegova masa mirovanja mora biti jednaka nuli jer ne ulazi u bilancu energije.
Danas se općenito uzima da je Paulijeva hipoteza ispravna u bitnim crtama. Neutrino mora spasiti zakon o očuvanju energije. Hipotezi neutrina ne protivi se rezultati pokusa da se kod beta-radioaktivnog raspadanja opažaju samo elektroni. Neutrino nema električnog naboja pa ne može ionizirati materiju kroz koju prolazi. Neutrino je u Wilsonovoj komori nevidljiv. Dok se postojanje neutrona može utvrditi po srazovima s ostalim teškim česticama materije, dotle za neutrino otpada i ta mogućnost otkrivanja. On ima prelaku masu, a da bi mogao proizvesti udare koji bi se mogli primijetiti u pokusima. Zbog svoje električki neutralne prirode i vrlo male mase iščezava neutrino bez traga.

## Primjena
Beta-čestice se mogu koristiti za liječenje očiju i raka kostiju. Beta-čestice se najčešće dobivaju iz izotopa stroncija-90. U ispitivanju materijala koriste se i za mjerenje debljine tankih materijala, kao što je papir. Beta-čestice se koriste i za stvaranje beta svjetlosti, koja nastaje ozračivanjem tricija i fluorescentne tvari. Beta (plus) raspad se koristi u tomografiji pozitronskim zračenjem (engl. positron emission tomography - PET scan).

## Utjecaj beta zračenja na žive organizme
Svijet u kojem živimo radioaktivan je od svog postanka. Postoji oko 60 radionuklida (radioaktivnih elemenata), koje možemo pronaći u tlu, zraku, vodi, hrani, a time i u svim živim bićima. Po tome kako su nastali dijele se na one koji su oduvijek prisutni na Zemlji, one koji nastaju kao posljedica djelovanja kozmičkih zraka, te one koji su posljedica ljudske tehnologije.
U prvoj su skupini radioaktivni elementi poput uranija-235, uranija-238, torija-232, radija-226, radona-222 ili kalija-40. Oni potječu još iz vremena stvaranja Zemlje, a karakterizira ih vrlo dugo vrijeme poluraspada, čak i do milijardu godina (iznimka je plin radon, čiji je poluživot 3,8 dana). Kozmičko zračenje nas neprestano pogađa. Izvor mu je uglavnom izvan našeg Sunčevog sustava, a sastoji se od raznih oblika zračenja: od vrlo brzih teških čestica, pa do visokoenergijskih fotona i miona. Ono međudjeluje s atomima u gornjim slojevima atmosfere i tako proizvodi radionuklide, koji su najčešće kraćih vremena poluraspada. To su, na primjer, ugljik-14, tricij, berilij-7 i drugi.
Ljudi su svojim djelovanjem, poglavito razvojem nuklearnih reaktora i testiranjem nuklearnog oružja, stvorili još neke radioaktivne elemente, poput stroncija-90, joda-129, joda-131, cezija-137, plutonija-239 itd.

### Mjerne jedinice ionizirajućeg zračenja
Aktivnost radioaktivnog uzorka mjeri se u bekerelima (Bq). Aktivnost od 1 Bq znači jedan raspad atomske jezgre u sekundi. Kako su aktivnosti uzoraka često vrlo velike u upotrebi je i veća jedinica, kiri (Ci). 1 Ci iznosi 3,7 • 1010 Bq.
Da bi se mjerila energija, koju putem zračenja apsorbira određena tvar, koristi se jedinica grej (Gy). Omjer te energije i mase tijela koje ju apsorbira zove se apsorbirana doza. Ako se energija od 1 J apsorbira u 1 kg tvari govorimo o apsorbiranoj dozi od 1 Gy. Ovako definirana doza ne govori ništa o biološkim učincima apsorbiranog zračenja. Svaka vrsta zračenja (α, β, γ) ima drugačiji utjecaj na žive stanice, koji se opisuje faktorom Q. Zato se definira ekvivalentna doza, koju dobijemo tako da apsorbiranu dozu pomnožimo faktorom Q. Jedinica za ekvivalentnu dozu je sivert (Sv).